# Municipio de Tompkins (Míchigan)
El municipio de Tompkins (en inglés: Tompkins Township) es un municipio ubicado en el condado de Jackson en el estado estadounidense de Míchigan. En el año 2010 tenía una población de 2671 habitantes y una densidad poblacional de 28,37 personas por km².

## Geografía
El municipio de Tompkins se encuentra ubicado en las coordenadas 42°22′38″N 84°32′25″O / 42.37722, -84.54028. Según la Oficina del Censo de los Estados Unidos, el municipio tiene una superficie total de 94.16 km², de la cual 93,27 km² corresponden a tierra firme y (0,95 %) 0,89 km² es agua.

## Demografía
Según el censo de 2010, había 2671 personas residiendo en el municipio de Tompkins. La densidad de población era de 28,37 hab./km². De los 2671 habitantes, el municipio de Tompkins estaba compuesto por el 97,72 % blancos, el 0,56 % eran afroamericanos, el 0,3 % eran amerindios, el 0,19 % eran asiáticos, el 0,34 % eran de otras razas y el 0,9 % eran de una mezcla de razas. Del total de la población el 2,36 % eran hispanos o latinos de cualquier raza.